# Бородіно (Волгоградська область)
Бородіно (рос. Бородино) — хутір у Городищенському районі Волгоградської області Російської Федерації.
Населення становить 73 особи. Входить до складу муніципального утворення Розсошенське сільське поселення.

## Історія
Хутір розташований у межах українського історичного та культурного регіону Жовтий Клин.
Згідно із законом від 14 травня 2005 року № 1058-ОД органом місцевого самоврядування є Розсошенське сільське поселення.

## Населення
| 2010 |
| ---- |
| 73   |